# SPINK2
SPINK2‏ (Serine peptidase inhibitor, Kazal type 2) هوَ بروتين يُشَفر بواسطة جين SPINK2 في الإنسان.